# Anna Fugger

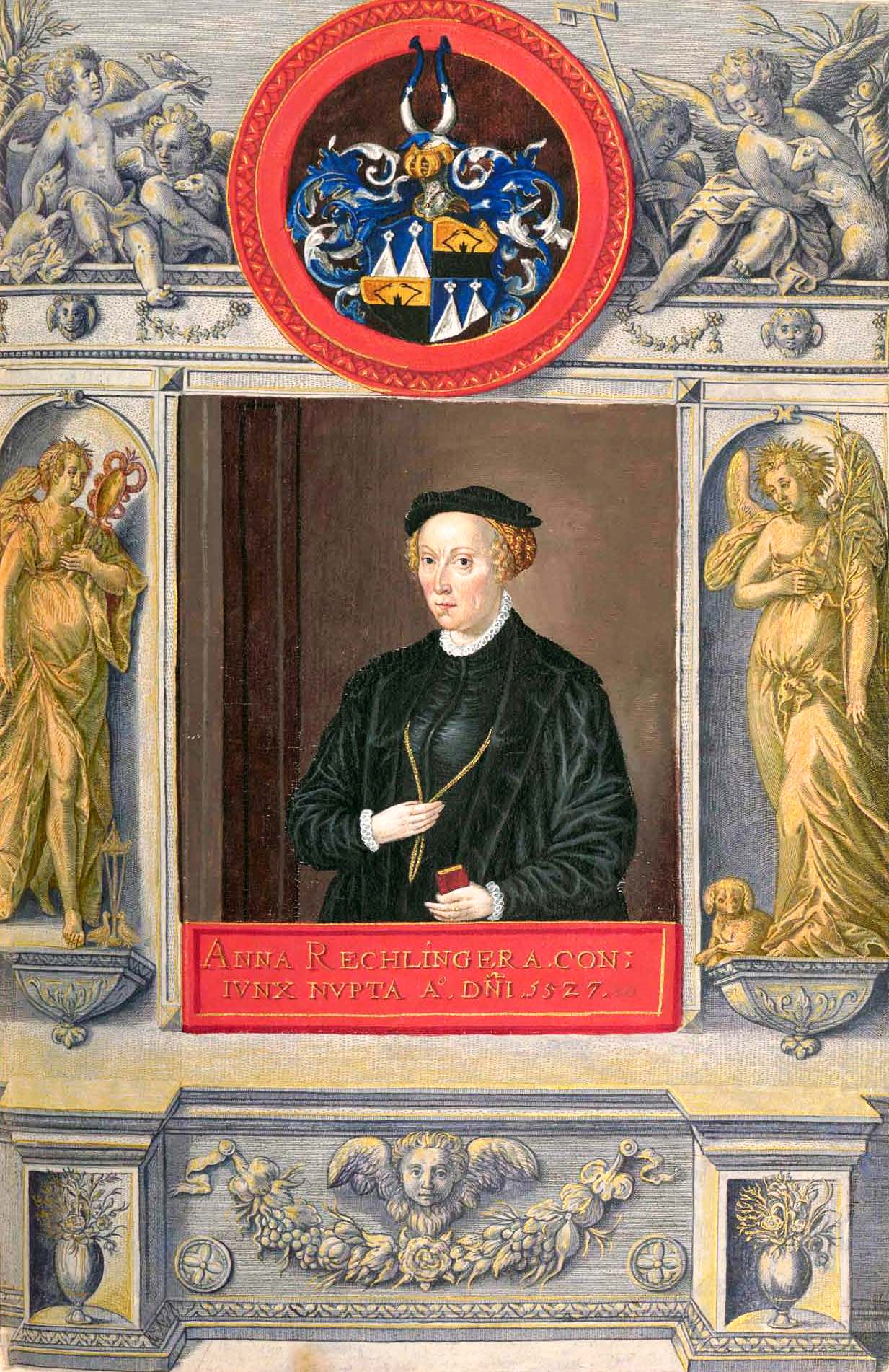
Anna Fugger, geb. Rehlinger von Horgau

Anna Rehlinger von Haltenberg auf einem Porträt von Albrecht Dürer

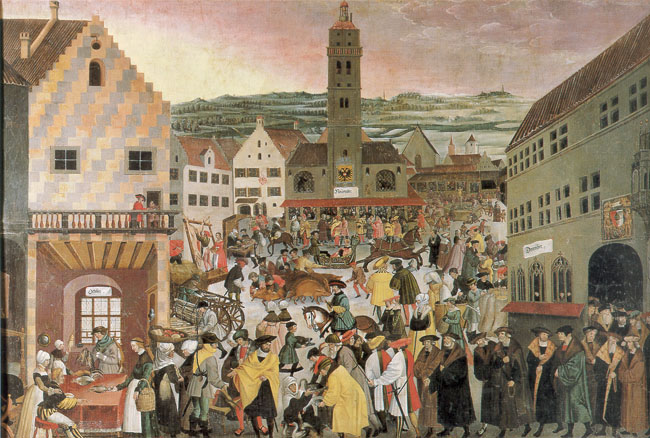
Anna Fugger in einem Schlitten auf dem Bild „Oktober–Dezember“ der „Augsburger Monatsbilder“, Kopie von Heinrich Vogtherr dem Jüngeren

Anna Fugger, geb. Anna Rehlinger von Horgau (* 3. November 1505 in Augsburg; † 25. März 1548 in Schwaz in Tirol, begraben in Babenhausen), war die Ehefrau von Anton Fugger (1493–1560).

## Leben

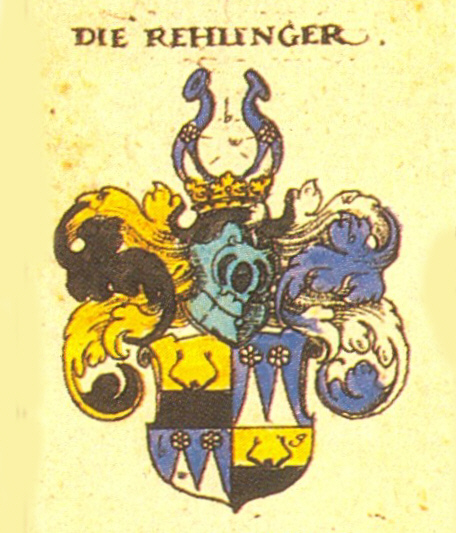
Stammwappen Linie 1 der Rehlinger

Anna Rehlinger wurde 1505 als Tochter des Johann Rehlinger von Horgau (1483–1552) und der Anna Dietenheim geboren. Das Patriziergeschlecht der Rehlinger gehörte zu dieser Zeit zu den einflussreichsten Familien in der Freien Reichsstadt Augsburg. Am 25. Februar oder am 25. Dezember 1527 heiratete sie Anton Fugger, Sohn des Georg Fugger (1453–1506), der bis heute als einer der reichsten Menschen der Weltgeschichte gilt. Anna Fugger war die erste Patrizierin im Hause Fugger und wurde zur Stammmutter der bis heute blühenden sogenannten Antonius-Linie. Bei der Geburt des elften Kindes verstarb Anna erst 43-jährig am 25. März 1548 in Schwaz. In Babenhausen wurde sie begraben.

## Rezeption
Ihre Namensvetterin Anna Rehlinger von Haltenberg wurde im Jahre 1523 von Albrecht Dürer als „Bildnis einer jungen Frau“ porträtiert. Anna Rehlinger von Horgau wiederum ist vermutlich auf einem der „Augsburger Monatsbilder“ aus dem 16. Jahrhundert abgebildet: In der Mitte des Bildes „Oktober–Dezember“ ist eine vornehme Dame in einem Schlitten mit dem Wappen der Rehlinger zu sehen, weswegen man annimmt, dass dabei Anna Fugger geb. Rehlinger dargestellt wurde.

## Nachkommen
Anna Rehlinger von Horgau heiratete mit Ehevertrag vom 5. Februar 1527 den Augsburger Patrizier Anton Fugger, die Hochzeit selbst fand am 3. März 1527 statt. Aus der Ehe gingen vier Söhne und sechs Töchter hervor:
- Marx (Markus) (1529–1597) ⚭ Gräfin Sibylla von Eberstein (1531–1589)
- Anna (1530–1549)
- Hans (Johannes) (1531–1598) ⚭ Elisabeth Freiin Notthalfft von Weißenstein
- Catharina (1532–1585) ⚭ Jakob Graf von Montfort
- Jeronimus (1533–1573)
- Regina (1537–1584) ⚭ Wolfgang Dietrich Graf zu Hardegg
- Susanna (1539–1588) ⚭ Balthasar Trautson Freiherr von Matrai
- Jakob (1542–1598) ⚭ Anna Ilsung von Tratzberg
- Maria (1543–1583) ⚭ Michael von Eitzing
- Veronika (1545–1590) ⚭ Gaudenz zu Spaur